# Tehniška univerza v Münchnu
Tehniška univerza v Münchnu (nemško Technische Universität München, kratica TUM) je javna tehniška univerza s sedežem v Münchnu.

## Zgodovina
Leta 1868 je kralj Ludvik II. Bavarski ustanovil Politehnično šolo v Münchnu (Polytechnische Schule München); leta 1877 je pridobila naziv Tehniške univerze.
Šele leta 1901 je univerza pridobila pravico za izdajo doktoratov, naslednjo leto pa je bil sprejel odlok, da morajo predavatelji potrditi volitve rektorja. Leta 1930 se je univerzi priključil Kolegij za agrokulturo in pivovarništvo v Weihenstephnu. Univerza je status javnega šolskega zavoda pridobila leta 1957; naslednje leto je bil univerzi priključen Raziskovalni reaktor v Münchnu (FRM). Leta 1970 je bila univerza preimenovana v sedanji naziv - Tehniška univerza v Münchnu (Technische Universität München).
Leta 2000 so ustanovili Wissenschaftszentrum Weihenstephan für Ernährung, Landnutzung und Umwelt der Technischen Universität München, dve leti pozneje (2002) še Nemški inštitut znanosti in tehnologije v Singapurju in leta 2004 Forschungsneutronenquelle Heinz Maier-Leibnitz (FRM II).

## Članice
Fakultete
- Ekonomska fakulteta
- Fakulteta za arhitekturo
- Fakulteta za elektrotehniko in informacijsko tehnologijo
- Fakulteta za fiziko
- Fakulteta za gradbeništvo in geodezijo
- Fakulteta za informatiko
- Fakulteta za kemijo
- Fakulteta za matematiko
- Fakulteta za mehanično inženirstvo
- Fakulteta za športno znanost
- Medicinska fakulteta

Središča
- Osrednje znanstvene ustanove